# Armoiries de Mayotte
Les armoiries de Mayotte sont des armoiries que Mayotte a adoptées en 1982 par la voix de son conseil général. Elles reprennent plusieurs symboles de l'île, parmi lesquels le croissant musulman, les fleurs d'ylang-ylang, le récif corallien, ou encore l'hippocampe. Elles comportent aussi plusieurs références à la France pour exprimer l'attachement que lui porte le territoire, quelques années après avoir choisi de rester dans la France d'outre-mer lors du référendum de 1976, sur fond de revendications territoriales par l'union des Comores.

## Description
L'écu est de type français moderne, et peut se blasonner ainsi : coupé d'azur, au croissant d'argent, et de gueules, à deux étoiles d'or boutonnées d'argent, le tout à bordure engrêlée d'argent.
Les deux étoiles sont parfois blasonnées comme des escarboucles,.
L'écu est accompagné d'ornements extérieurs :
- il est supporté par deux hippocampes d'argent se faisant face, de profil ;
- il est posé sur un listel d'argent contenant la devise de l'île écrite en lettres de sable : « Ra Hachiri » (« Nous sommes vigilants »).

Les couleurs sont ainsi définies, :
| Couleur         | CMYK | CMYK | CMYK | CMYK | Pantone | RVB | RVB | RVB | HTML    |
| --------------- | ---- | ---- | ---- | ---- | ------- | --- | --- | --- | ------- |
| Gueules (rouge) | 0    | 95   | 94   | 0    | 485 C   | 228 | 35  | 34  | #E42322 |
| Azur (bleu)     | 85   | 71   | 0    | 0    | 2945 C  | 56  | 84  | 157 | #38549D |
| Or (jaune)      | 9    | 0    | 91   | 0    | 3945 C  | 245 | 230 | 10  | #F5E60A |

## Histoire
Les armoiries sont adoptées par le conseil général de Mayotte le 23 juillet 1982,, sous la présidence de Younoussa Bamana qui vient d'être réélu le 25 mars.
Elles sont conçues par Michel Chabin, à l'époque directeur des archives départementales de La Réunion, et dessinées par Pascale Santerre, une artiste locale. Les hippocampes sont imaginés par Jean-François Hory, à l'époque secrétaire général du conseil général ayant fait adopter les armoiries.

## Signification
Les armoiries choisies par le conseil général sont « symboliquement chargées ».

### Symboles de l'île
Le croissant d'argent est un croissant musulman, symbolisant l'islam qui est la religion majoritaire sur l'île (en),.
Les deux étoiles d'or sont des fleurs d'ylang-ylang, évoquant la prospérité agricole de l'île. Mayotte est en effet surnommée « l'île aux parfums » en raison de ses cultures d'ylang-ylang qui en 1998 représentaient 9 % de sa surface agricole et généraient plus du quart de ses revenus d'exportation. Ces deux étoiles peuvent aussi s'interpréter comme un symbole de « la qualité insulaire de Mayotte (Grande-Terre et Petite-Terre) ».
La bordure engrêlée d'argent symbolise le récif corallien qui entoure l'île,.
Pour supporter l'écu, le choix de l'hippocampe, bien qu'extrêmement rare à Mayotte, s'explique par la forme de Grande-Terre qui ressemble à la silhouette d'un hippocampe la tête en bas,. Cet animal est ainsi devenu le symbole de Mayotte, surnommée « l'île-hippocampe », et il se retrouve dans de nombreuses marques locales.

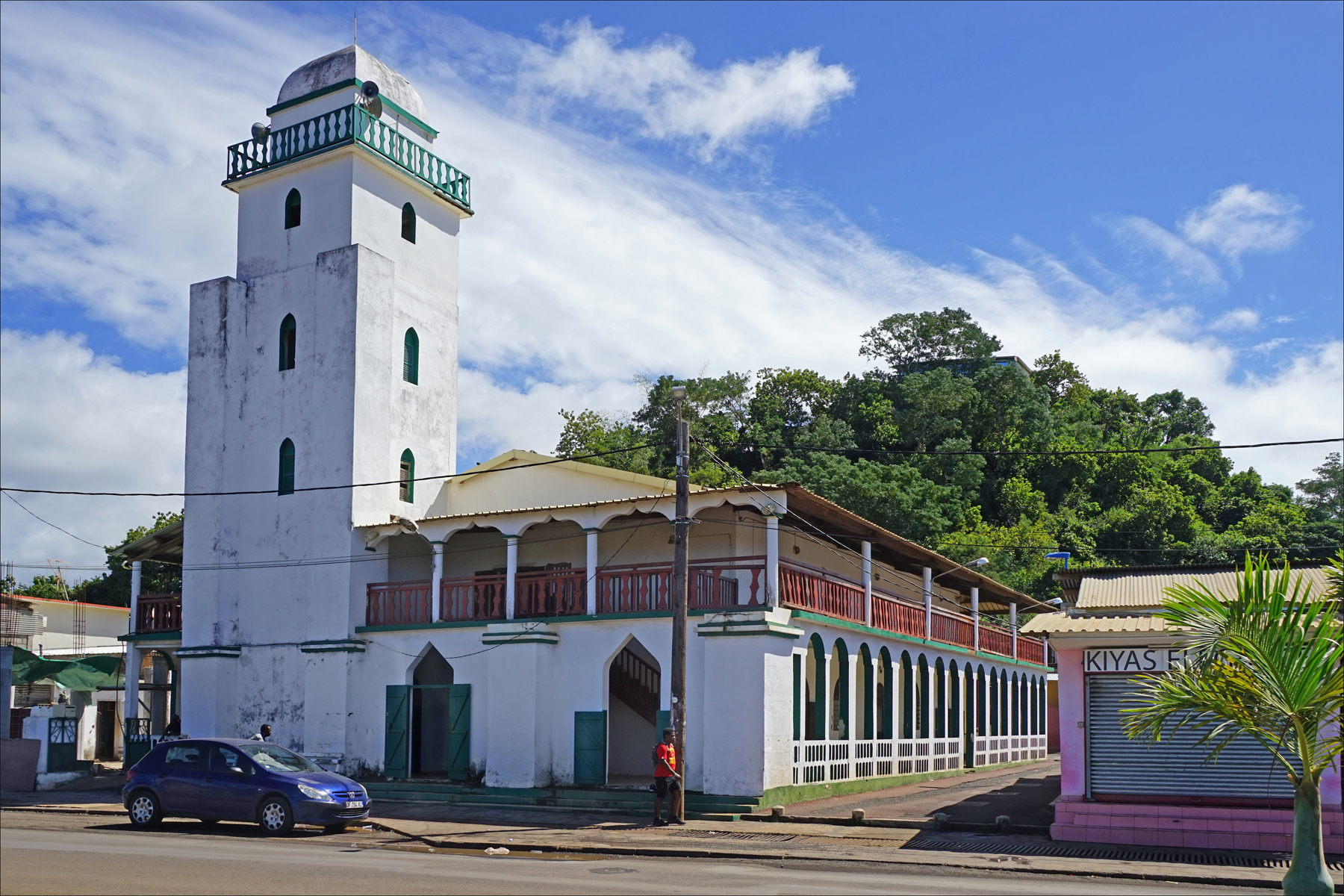
Mosquée de Mtsapéré : l'islam, majoritaire à Mayotte, est représenté sur l'écu par un croissant rangé en chef.
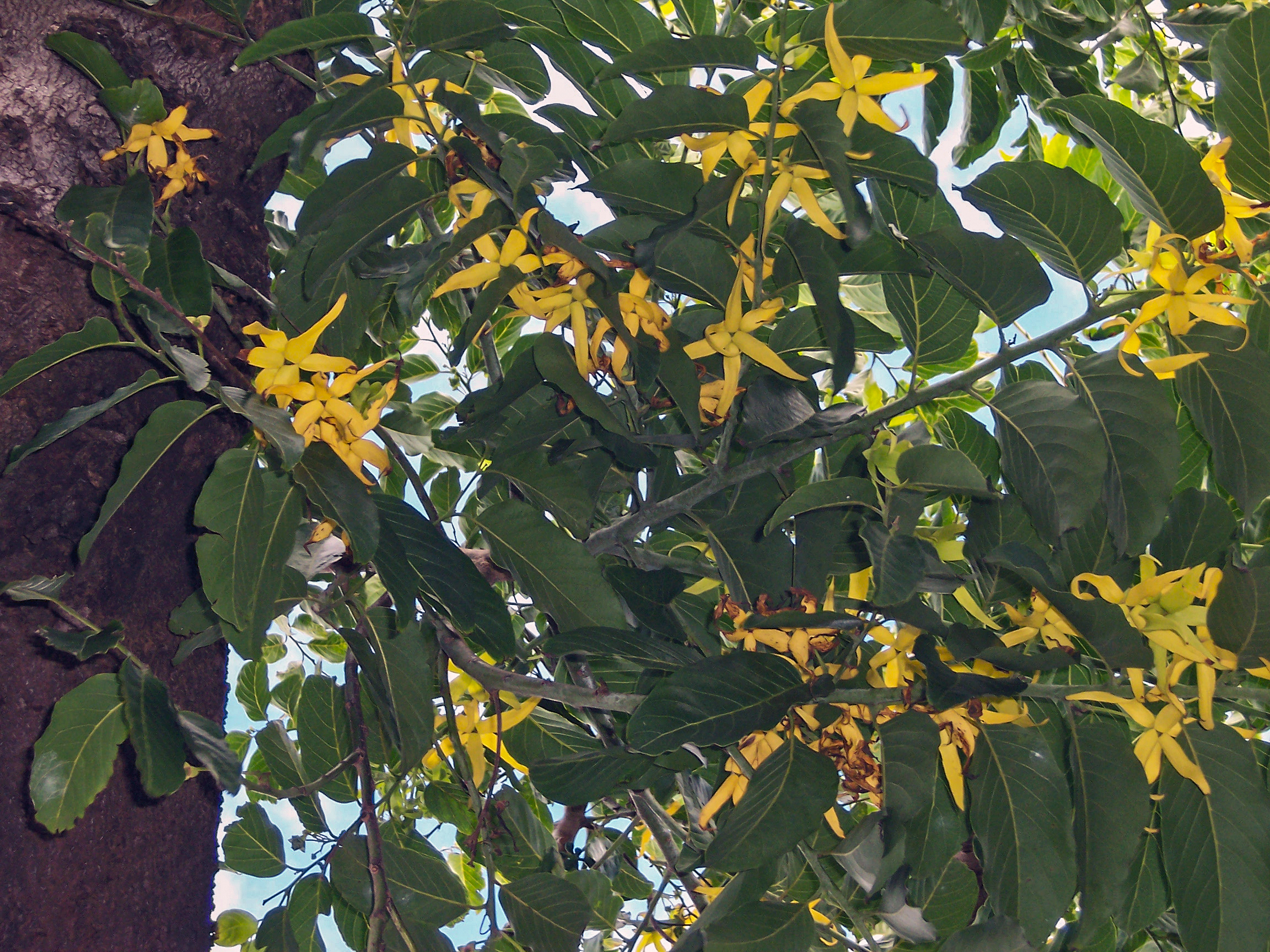
Les fleurs d'ylang-ylang, ressources agricoles de Mayotte, sont rendues sur l'écu par deux étoiles d'or rangées en pointe.
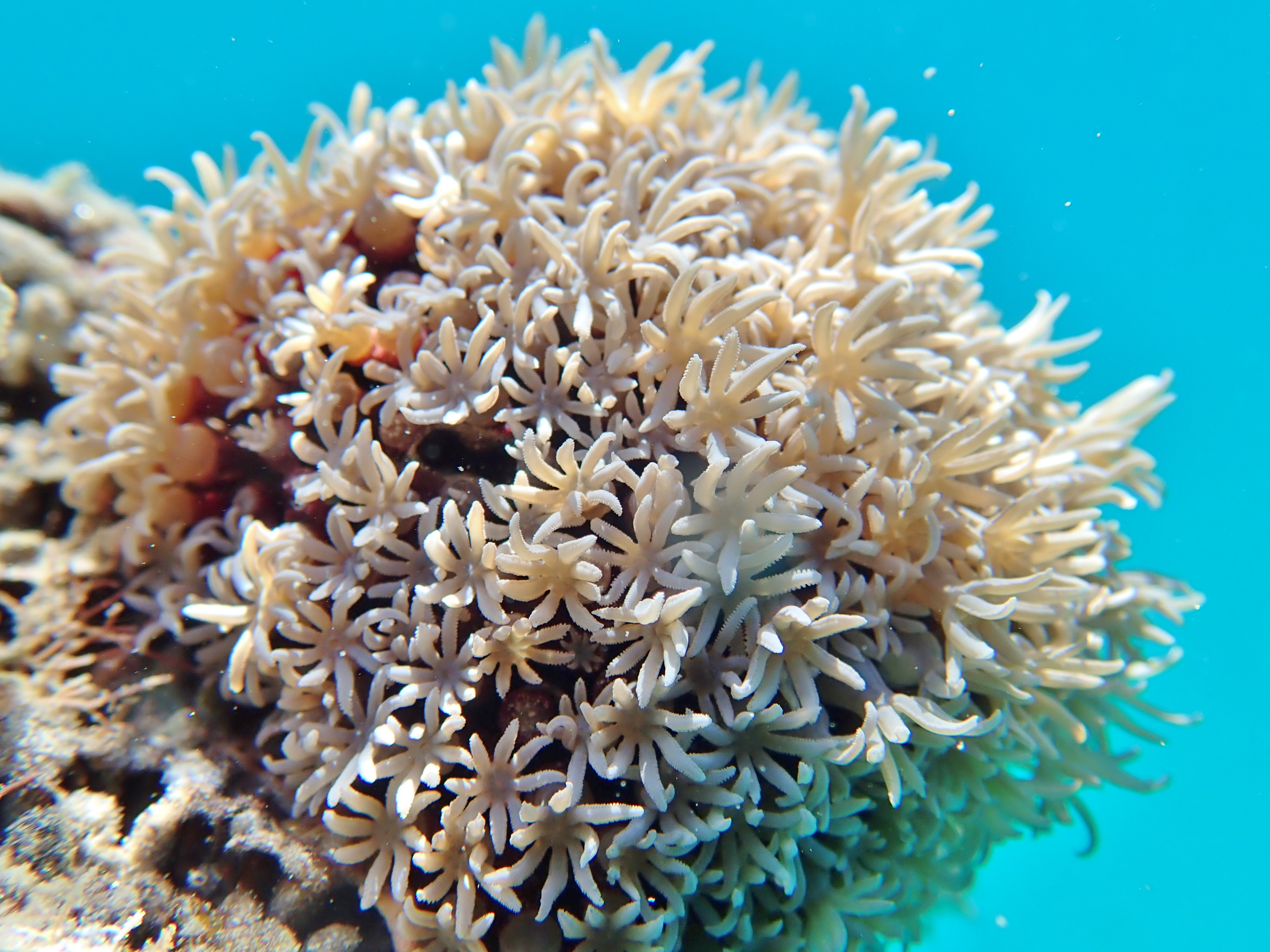
Le récif corallien entourant Mayotte est figuré par la bordure engrêlée de l'écu.
La forme de l'île rappelle celle d'un hippocampe, dont deux spécimens supportent l'écu.

### Symboles de l'attachement à la France
Les trois couleurs de l'écu (azur, argent et gueules) évoquent le drapeau de la France (bleu, blanc, rouge),.
« Ra Hachiri », la devise de Mayotte inscrite sous l'écu, signifie « Nous sommes vigilants » en mahorais,,,. Elle traduit la volonté de voir Mayotte rester française depuis le référendum de 1976, malgré les revendications territoriales de l'union des Comores sur l'île,,,. Elle s'oppose à « Mkolo nalawe » (« Colon, dehors »), slogan qui était fréquent aux Comores avant l'indépendance.
La forme de l'écu français moderne, qui date de l'héraldique d'Empire au XIXe siècle, rappelle que Mayotte est passée sous souveraineté française à la même époque, en 1841.

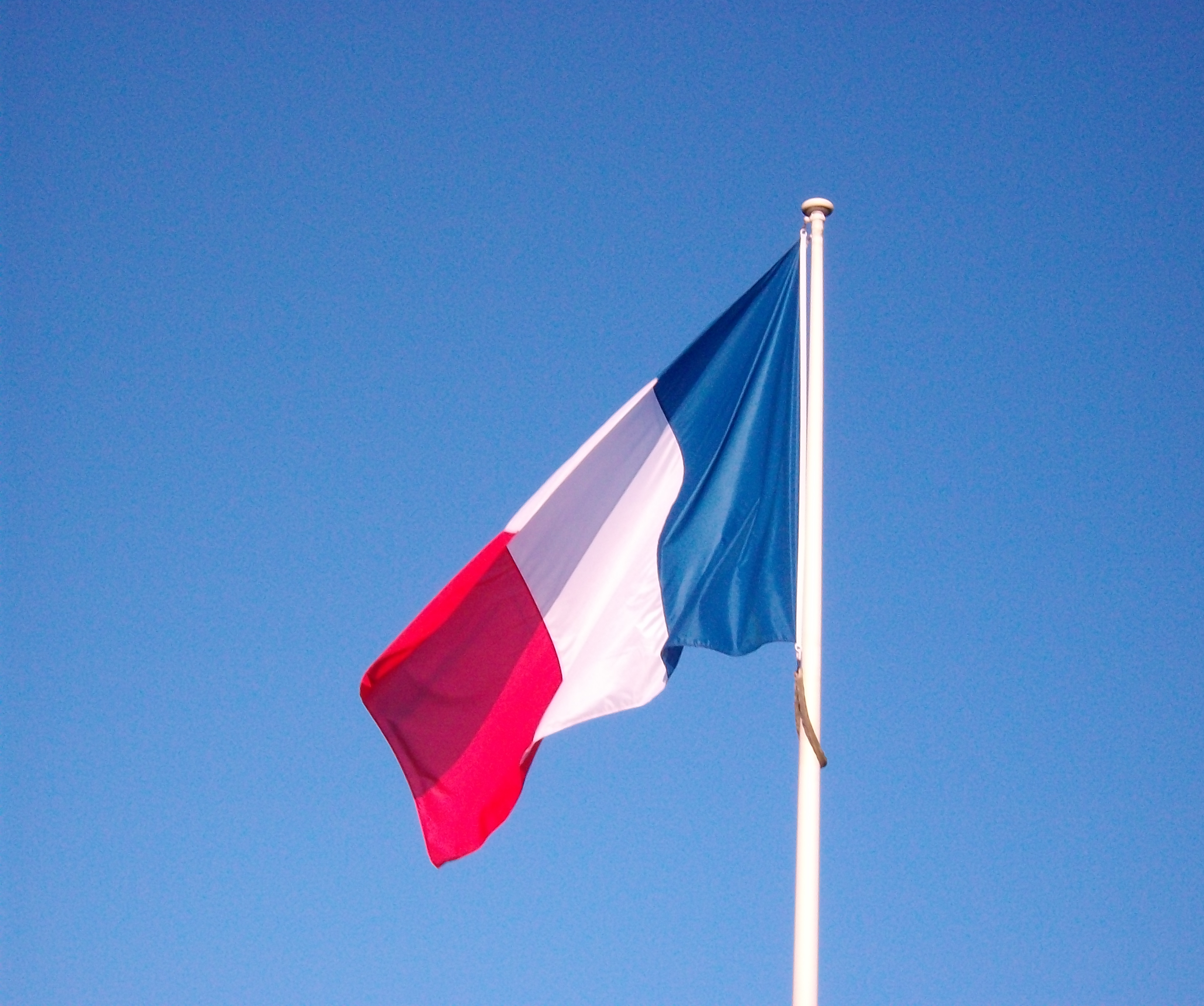
Les trois couleurs de l'écu sont tirées de celles du drapeau de la France.
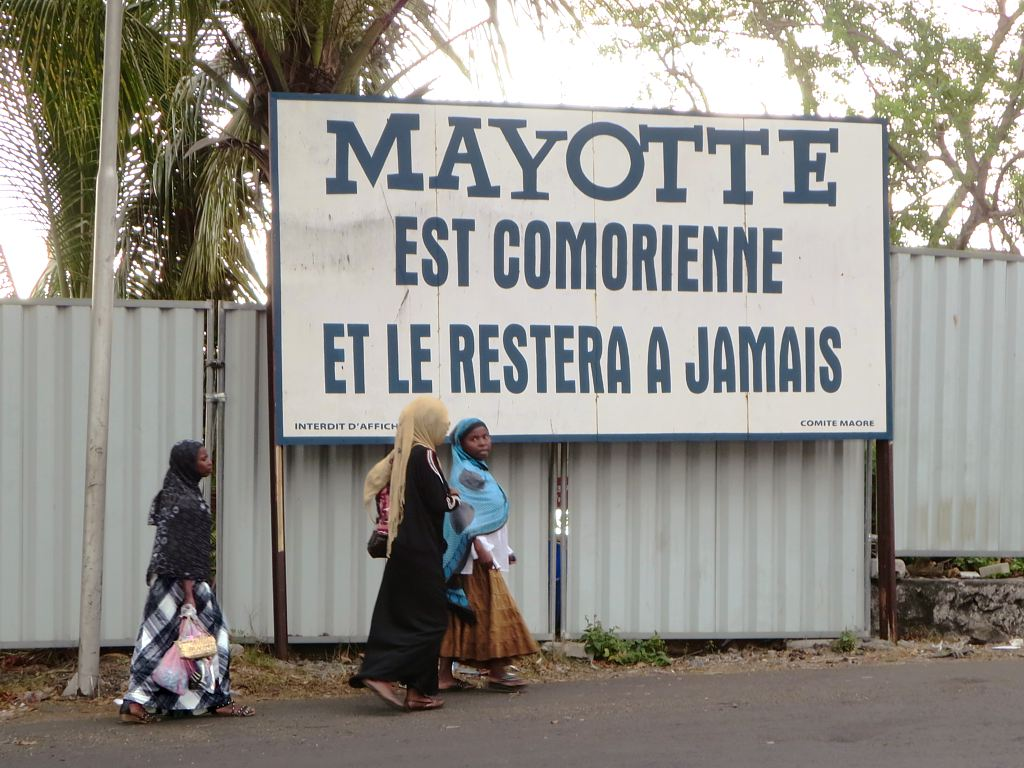
La devise sous l'écu, « Ra Hachiri » (« Nous sommes vigilants ») vient des revendications des Comores sur Mayotte (ici sur un panneau à Moroni[17]).
L'écu a la même forme que celui de la France quand elle a acheté Mayotte en 1841.

## Utilisations

### Logo et drapeau du conseil départemental
Les armoiries sont utilisées dans le logo et le drapeau du conseil départemental, successeur du conseil général.
Dans sa première version (2004), le logo était constitué des armoiries surmontées de la mention « Mayotte » en lettres capitales rouges. D'autres versions ont existé, notamment une version spéciale pour la départementalisation de l'île en 2011.
Dans sa version actuelle (2013), le logo est constitué des armoiries placées entre les mentions « Département » au-dessus et « de Mayotte » au-dessous, en lettres capitales noires, dans la police Barmeno Bold. Une charte graphique est publiée avec ce nouveau logo pour uniformiser son usage.

Ancien logo du conseil général de Mayotte (2004–2013).
Logo du conseil départemental de Mayotte (depuis 2013).
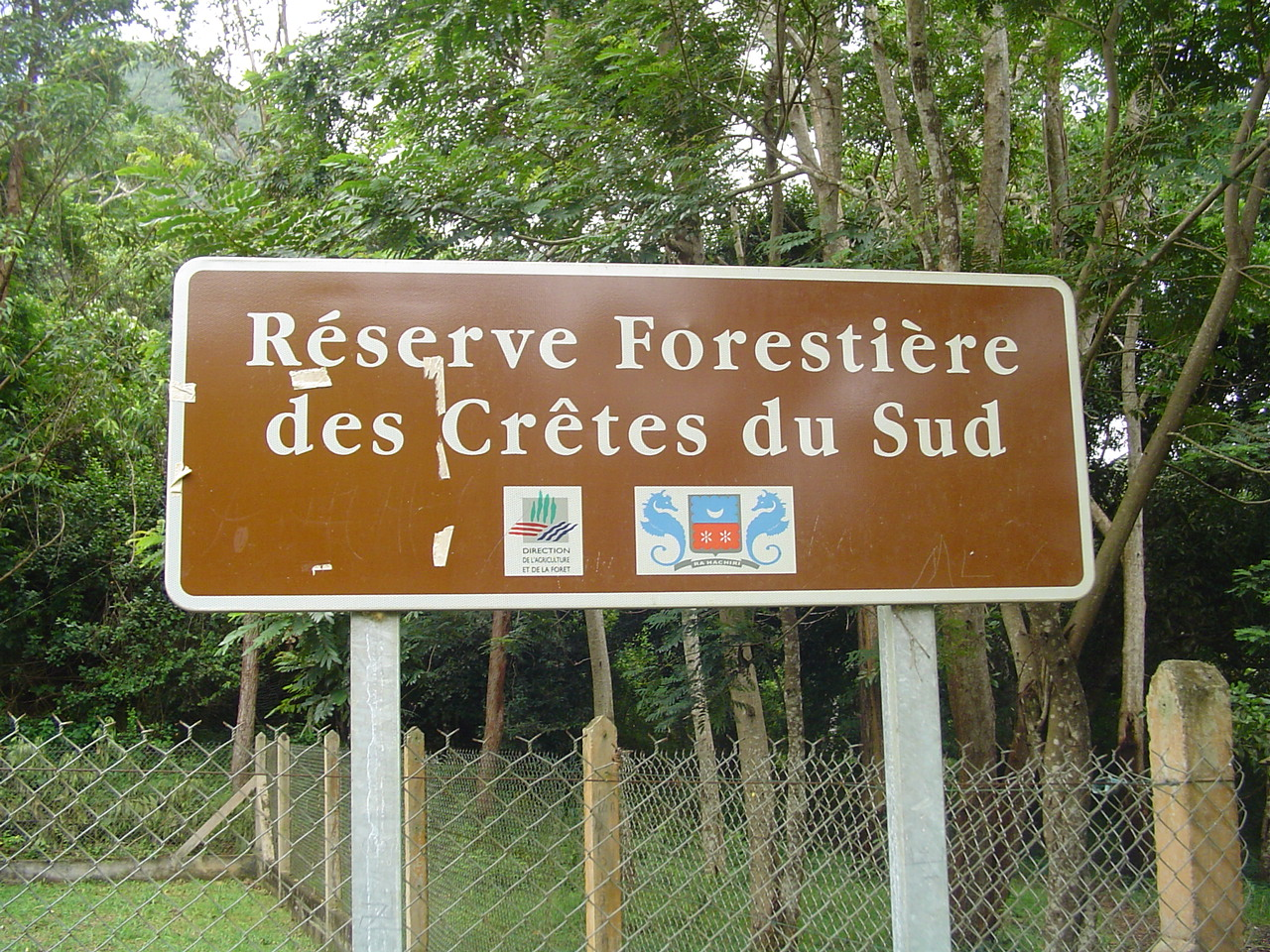
Armoiries sur un panneau d'indication dans la forêt de Chirongui (avec le logo de la DRAF).

### Philatélie et numismatique
Les armoiries apparaissent sur un timbre de Mayotte de 1997, puis en 2011 sur la pièce de 10 euros de Mayotte, dans la série héraldique.